# La Fille d'Amérique
Pour plus de détails, voir Fiche technique et Distribution.
La Fille d'Amérique est un film français réalisé en 1974 par David Newman, sorti en 1977.

## Synopsis
Ronnie Williams, une jeune mannequin américaine ne parvient pas à percer dans son pays d'origine. Elle vient dès lors tenter sa chance en France et s'installe à Paris où elle retrouve son amie Caroline sur qui elle compte pour réussir.  
La jeune américaine a ensuite une liaison avec un étudiant timide, issu d'une famille bourgeoise, mais la liaison ne dure pas, puis elle se laisse entraîner par un imprésario au comportement étrange qui l'entraîne dans ses délires.

## Fiche technique
- Titre : La Fille d'Amérique
- Réalisation : David Newman
- Conseiller technique : Jacques Bourdon
- Scénario : David Newman et Leslie Newman
- Photographie : Edmond Richard
- Son : Guy Villette
- Décors : Pierre Guffroy
- Musique : Stanley Walden
- Production : Greenwitch Film Production
- Durée : 92 minutes
- Date de sortie : 
  - France : 18 mai 1977

## Distribution
- Patti D'Arbanville : Ronni
- Brigitte Fossey : Béatrice
- Daniel Cauchy : Luc
- Roger Miremont : Jean-Pierre
- Martine Kelly : Terry
- Marion Game : Michèle
- Jean-Claude Dauphin : Jérome
- Étienne Chicot : Bernard